# لوچو کرسی
لوچو کرسی یا لوسیو کرسی (به انگلیسی: Lucio Corsi) (زاده ۱۵ اکتبر ۱۹۹۳) خواننده، ترانه‌سرا و رقصنده اسپانیایی است.
او نماینده ایتالیا در یوروویژن ۲۰۲۵ است.